# Speleomantes strinatii
Speleomantes strinatii е вид земноводно от семейство Безбелодробни саламандри (Plethodontidae). Видът е почти застрашен от изчезване.

## Разпространение и местообитание
Разпространен е в Италия и Франция.
Обитава гористи местности, планини, възвишения и пещери.

## Описание
Популацията на вида е стабилна.